# Mr. Toad's Wild Ride
Mr. Toad's Wild Ride is een darkride in het Amerikaanse attractiepark Disneyland Park Anaheim en was ook te vinden in het Magic Kingdom.
De darkride is gebaseerd op het verhaal van De Avonturen van Ichabod en meneer Pad (Engels: The Adventures of Ichabod and Mr. Toad) en staat in het themagebied Fantasyland.

## Versies

### Disneyland Park
Deze versie is geopend op 17 juli 1955 en was daarmee de eerste Mr. Toad's Wild Ride van alle Disneyparken.

### Magic Kingdom
Deze versie werd geopend op 1 oktober 1971 en is gesloten op 7 september 1998 om vervolgens afgebroken te worden om plaats te maken voor de darkride The Many Adventures of Winnie the Pooh. Deze versie bestond uit twee verschillende routes. Bezoekers konden dus kiezen tussen twee verschillende ritten. Tijdens elke rit kwamen bezoekers door verschillende scènes.
Walt Disney World Resort · Cinderella Castle · Lijst van attracties in Magic Kingdom · Afbeeldingen
Disneyland Resort · Lijst van attracties in Disneyland Park · Sleeping Beauty Castle · afbeeldingen